# Don Barber
Donald Frederick "Don" Barber, född 2 december 1964, är en kanadensisk före detta professionell ishockeyforward som tillbringade fyra säsonger i den nordamerikanska ishockeyligan National Hockey League (NHL), där han spelade för ishockeyorganisationerna Minnesota North Stars, Winnipeg Jets, Quebec Nordiques och San Jose Sharks. Han producerade 57 poäng (25 mål och 32 assists) samt drog på sig 64 utvisningsminuter på 115 grundspelsmatcher. Barber spelade också på lägre nivåer för Moncton Hawks och Halifax Citadels i American Hockey League (AHL), Kalamazoo Wings och Kansas City Blades i International Hockey League (IHL) och Bowling Green Falcons (Bowling Green State University) i National Collegiate Athletic Association (NCAA).
Han draftades i sjätte rundan i 1983 års draft av Edmonton Oilers som 120:e spelare totalt.
Barber är far till ishockeyspelaren Riley Barber som spelar inom organisationen för Washington Capitals i NHL.

## Statistik
| 1982–1983   | Kelowna Buckaroos     | BCJHL       | 35  | 26 | 31  | 57  | 54  | —  | — | — | —  | —  |
| 1983–1984   | St. Albert Saints     | AJHL        | 53  | 42 | 38  | 80  | 74  | —  | — | — | —  | —  |
| 1984–1985   | Bowling Green Falcons | NCAA        | 39  | 15 | 12  | 27  | 44  | —  | — | — | —  | —  |
| 1985–1986   | Bowling Green Falcons | NCAA        | 35  | 21 | 22  | 43  | 64  | —  | — | — | —  | —  |
| 1986–1987   | Bowling Green Falcons | NCAA        | 43  | 29 | 34  | 63  | 107 | —  | — | — | —  | —  |
| 1987–1988   | Bowling Green Falcons | NCAA        | 38  | 18 | 47  | 65  | 60  | —  | — | — | —  | —  |
| 1988–1989   | Minnesota North Stars | NHL         | 23  | 8  | 5   | 13  | 8   | 4  | 1 | 1 | 2  | 2  |
|             | Kalamazoo Wings       | IHL         | 39  | 14 | 17  | 31  | 23  | —  | — | — | —  | —  |
| 1989–1990   | Minnesota North Stars | NHL         | 44  | 15 | 19  | 34  | 32  | 7  | 3 | 3 | 6  | 8  |
|             | Kalamazoo Wings       | IHL         | 10  | 4  | 4   | 8   | 38  | —  | — | — | —  | —  |
| 1990–1991   | Minnesota North Stars | NHL         | 7   | 0  | 0   | 0   | 4   | —  | — | — | —  | —  |
|             | Winnipeg Jets         | NHL         | 16  | 1  | 2   | 3   | 14  | —  | — | — | —  | —  |
|             | Moncton Hawks         | AHL         | 38  | 17 | 21  | 38  | 32  | 9  | 4 | 6 | 10 | 8  |
| 1991–1992   | Winnipeg Jets         | NHL         | 11  | 0  | 3   | 3   | 4   | —  | — | — | —  | —  |
|             | Quebec Nordiques      | NHL         | 2   | 0  | 0   | 0   | 0   | —  | — | — | —  | —  |
|             | Halifax Citadels      | IHL         | 25  | 12 | 10  | 22  | 8   | —  | — | — | —  | —  |
|             | San Jose Sharks       | NHL         | 12  | 1  | 3   | 4   | 2   | —  | — | — | —  | —  |
| 1992–1993   | Kansas City Blades    | IHL         | 9   | 3  | 1   | 4   | 4   | —  | — | — | —  | —  |
| NHL totalt  | NHL totalt            | NHL totalt  | 115 | 25 | 32  | 57  | 64  | 11 | 4 | 4 | 8  | 10 |
| AHL totalt  | AHL totalt            | AHL totalt  | 63  | 29 | 31  | 60  | 40  | 9  | 4 | 6 | 10 | 8  |
| IHL totalt  | IHL totalt            | IHL totalt  | 58  | 21 | 22  | 43  | 65  | —  | — | — | —  | —  |
| NCAA totalt | NCAA totalt           | NCAA totalt | 155 | 83 | 115 | 198 | 275 | —  | — | — | —  | —  |